# Otowice
Otowice – wieś w Polsce, położona w województwie kujawsko-pomorskim, w powiecie bydgoskim, w gminie Dąbrowa Chełmińska, na historycznej Ziemi Chełmińskiej. Wieś położona jest na Wysoczyźie Chełmińskiej. W latach 1975–1998 miejscowość administracyjnie należała do województwa bydgoskiego.
Według Narodowego Spisu Powszechnego (III 2011 r.) liczyły 177 mieszkańców.

## Przyroda
Wieś od wschodu graniczy z podmokłym kompleksem leśnym o urozmaiconym drzewostanie. Na północny zachód od wsi zlokalizowany jest rezerwat przyrody Linje chroniący torfowisko, a pewnym oddaleniu trzy inne rezerwaty przyrody, które łączy pieszy szlak turystyczny (żółty) „Rezerwatów Chełmińskich”, wiodący z Bydgoszczy-Fordonu do Chełmna o długości 48,4 km.

## Historia
Wieś założono w 1828 roku na obszarze 384 mórg pruskich w rezultacie zmian strukturalnych wynikających z pruskiej ustawy uwłaszczeniowej. W 1868 roku znajdowało się tu ogółem 53 budynków, w tym 40 domów mieszkalnych, zamieszkanych przez 327 osób. Miejscowość należała do parafii katolickiej w Boluminku i ewangelickiej w Ostromecku. W XIX wieku we wsi przeważali mało- i średniorolni chłopi.
Na terenie wsi zlokalizowany jest nieczynny cmentarz ewangelicki.